# فردیل (ایلینوی)
فردیل (به انگلیسی: Fairdale) یک منطقهٔ مسکونی در ایالات متحده آمریکا است که در ایلینوی واقع شده‌است. فردیل ۱۵۲ نفر جمعیت دارد.